# Со (Чад)
Со (фр. So) — деревня в Чаде, расположенная на территории региона Борку. Входит в состав департамента Борку.

## География
Деревня находится в северной части Чада, в южной части Сахары, на высоте 262 метров над уровнем моря.
Со расположен на расстоянии приблизительно 775 километров к северо-востоку от столицы страны Нджамены. Ближайшие населённые пункты: Кеме, Бесеме, Таоланга, Торшанга, Файя-Ларжо, Куркур, Мордангай, Куфи, Керкереданга, Амуль.
Климат деревни характеризуется как аридный жаркий (BWh в классификации климатов Кёппена).

## Транспорт
Ближайший аэропорт расположен в городе Файя-Ларжо.